# Зелены, Йиндржих
Йиндржих Зеленый (чеш. Jindřich Zelený; 13 ноября 1922 — 11 сентября 1997) — чешский философ-марксист. Несмотря на то, что большая часть его работ издавалась только на чешском языке, получил мировую известность исследованием логики Карла Маркса.

## Биография
Родился в городе Битовани в 1922 г., учился в Хрудиме и Градец-Кралове. В 1948 г. получил степень доктора наук по философии и социологии в Карловом университете.

## Книги
- Zelený J. & Bollhagen P. Die Wissenschaftslogik bei Marx und «Das Kapital». Kritische Studien zur Philosophie. Frankfurt am Main. 1968
- Zelený J. & Carver T. The logic of Marx. Oxford: Blackwell. 1980. ISBN 0631109110